# Laurent Marti
Laurent Marti, né le 13 août 1967 à Bergerac, est un homme d'affaires et dirigeant français de rugby à XV. Il dirige le groupe TopTex et est président de l'Union Bordeaux Bègles depuis 2007.

## Biographie

### Jeunesse et vie professionnelle
Laurent Marti est l'aîné de trois enfants, Laurent, Catherine et Vincent ; Antoine Marti, le père, est président de l'Union sportive Bergeracoise de 1982 à 1984 et dans l'encadrement du Crédit immobilier.
À 20 ans, Laurent Marti obtient un BTS d'action commerciale ; il crée Publitel, sa première entreprise de briquets publicitaires. Laurent Marti et son frère Vincent ont joué au rugby à XV dans leur jeunesse au sein de l'Union sportive bergeracoise. Laurent a joué en junior au Stade toulousain durant une saison,,.
En 1994, Laurent Marti rachète la société IPC Distribution, société de distribution textile basée à Toulouse, qu'il renomme TopTex ; en dix ans, la société devient le leader de la distribution de l'industrie du textile sur le marché français. La marque propre Kariban est créée en 1997,,. En 2013, elle réalise un chiffre d'affaires consolidé de 70 millions d'euros,. Le frère et la sœur de Laurent sont également impliqués dans la gestion du groupe TopTex.

### Président de l'Union Bordeaux Bègles (depuis 2007)
En 2007, Laurent Marti devient président de l'Union Bordeaux Bègles qui joue alors en Pro D2 ; en mai 2011, le club accède en Top 14.
Le club de l'Union Bordeaux Bègles termine huitième de la saison 2011-2012 alors qu'il est promu, sous les ordres de Marc Delpoux, dont le départ pour Perpignan est annoncé dès janvier 2012. Le 23 avril 2012, Laurent Marti annonce le recrutement de Raphaël Ibañez en tant que manager de l'Union Bordeaux Bègles pour la saison 2012-2013. 
Lors de la saison  2013-2014, l'UBB remporte le pari de son président Laurent Marti, et termine meilleure affluence de  Top 14 avec 254 092 spectateurs devant le RC Toulon (241 652). Lors de la saison  2014-2015, l'UBB bat le record d'affluence de  Top 14 et d'Europe avec 308 155 spectateurs.
Comme les Girondins de Bordeaux quittent le stade Chaban-Delmas pour le nouveau stade de Bordeaux en mai 2015, Laurent Marti et les dirigeants du club œuvrent pour que le stade Chaban-Delmas devienne le terrain de l'Union Bordeaux Bègles, et que le stade André-Moga soit aménagé et devienne « un magnifique centre d’entraînement et de formation, digne des plus grands clubs ».
Le 1er juillet 2017, il est élu au sein du comité directeur de la Ligue nationale de rugby en tant que représentant des clubs de Top 14. Il ne se représente pas à ce poste en 2021 mais le réintègre finalement lors du mandat suivant, élu en mars 2025, sous la présidence de Yann Roubert. Il est alors nommé vice-président chargé des relations avec l'équipe de France.
Après deux ans avec des changements d'entraîneurs en chef réguliers, en 2019, Laurent Marti choisit de recruter Christophe Urios, entraîneur réputé du championnat, qui l'a notamment remporté avec le Castres olympique en 2018. L'UBB recrute également des joueurs internationaux comme Rémi Lamerat, Scott Higginbotham ou Santiago Cordero. La mayonnaise prend, et l'Union Bordeaux Bègles termine la phase aller à la première place du championnat, invaincu à domicile et seulement défait à Lyon et Brive. Alors que l'UBB est leader du Top 14 avec huit points d'avance sur le LOU second, la saison régulière est suspendue puis stoppée par la pandémie de Covid-19 en France ; la saison 2019-2020 est définitivement annulée à la fin du mois d'avril.
L'UBB franchit en cap dans sa progression avec Urios et participe aux phases finales du Top 14 pour la première fois en 2021. Malgré ces bons résultats, dont deux demi-finales en Top 14 et deux demi-finales en Coupe d'Europe, le président Marti décide de se séparer de Christophe Urios avant la fin de son contrat à cause de problèmes en interne.

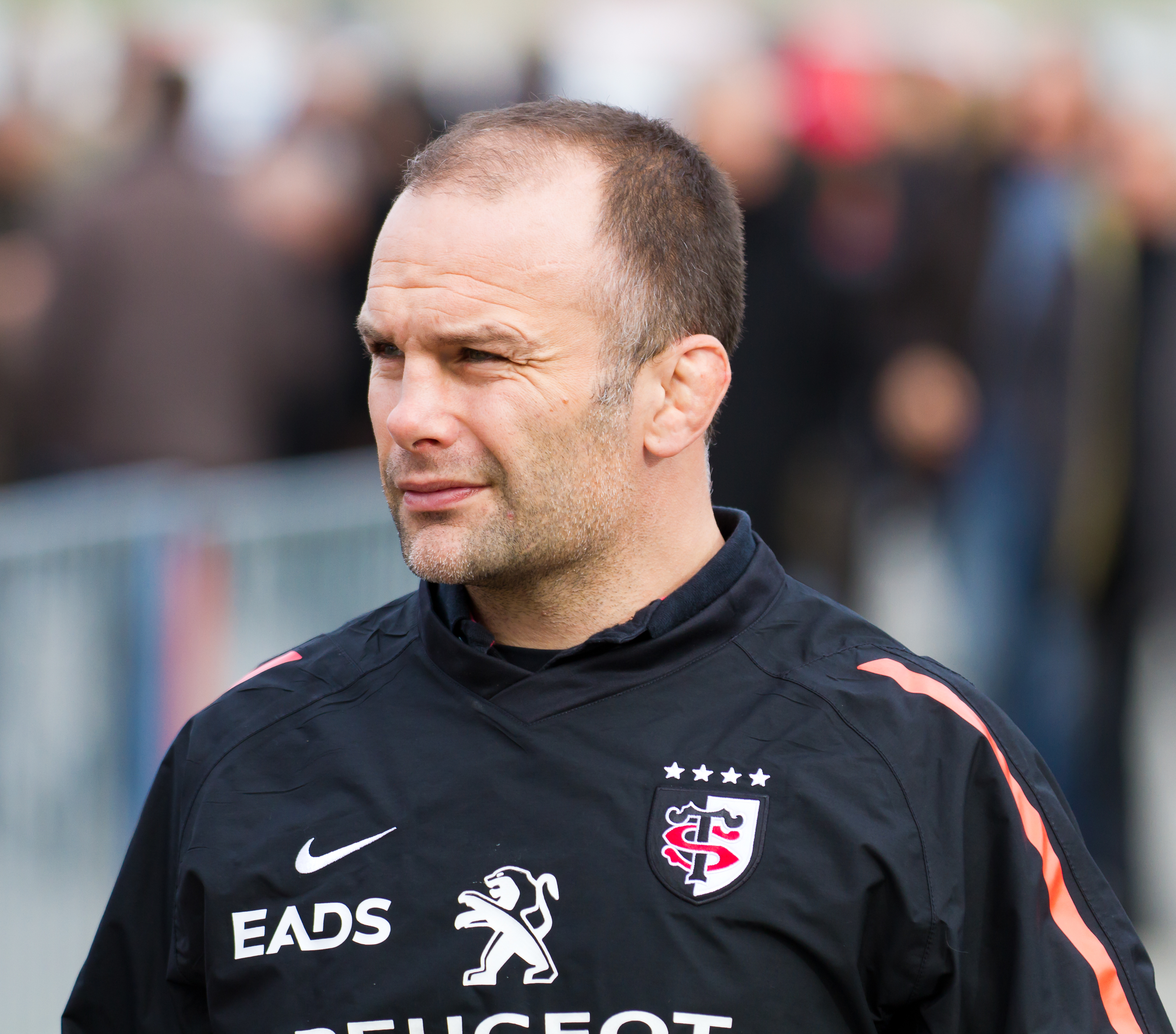
Yannick Bru, premier entraîneur à remporter un titre avec l'UBB de Marti.

En 2023, il confie l'équipe à un nouveau manager expérimenté, Yannick Bru. Bru a commencé sa carrière d'entraîneur au Stade toulousain, avant d'intégrer l'encadrement du XV de France puis de diriger l'Aviron bayonnais. Il recrute également Damian Penaud (43 sélections avec le XV de France) et les australiens Adam Coleman (38 sélections) et Peter Samu (33 sélections) pour renforcer son effectif.
En 2024, le club se hisse en finale du Top 14 pour la première fois. Confronté aux expérimentés toulousains amenés par Antoine Dupont et Thomas Ramos, les bordelo-bèglais ne parviennent pas à inquiéter leurs rivaux et s'inclinent sur le large score de 59 à 3 au Stade Vélodrome de Marseille.
Le 24 mai 2025, l'Union Bordeaux Bègles remporte la Champions Cup au Millennium Stadium de Cardiff, premier titre de l'histoire du club après la fusion du Stade bordelais et du CABBG en 2006.